# Raffaello Silvestrini
 (décembre 2020).
Si vous disposez d'ouvrages ou d'articles de référence ou si vous connaissez des sites web de qualité traitant du thème abordé ici, merci de compléter l'article en donnant les références utiles à sa vérifiabilité et en les liant à la section « Notes et références ».
Raffaello Silvestrini (Pistoie, 17 mai 1868 - Pérouse, 29 juillet 1959) est un médecin italien.

## Biographie
Il est diplômé de la Faculté de médecine et de chirurgie de l'Université de Pise. Il commença à étudier auprès du professeur Giuseppe Guarnieri puis avec le professeur Pietro Grocco, clinicien, sémiologue qu'il a suivi comme assistant à Florence.
En 1906, il devint professeur titulaire de pathologie médicale et clinique médicale à l'Université de Pérouse et chef du département médical de l'hôpital de l'Ombrie. Médecin aux diverses intérêts, il a publié 138 articles scientifiques sur de nombreux aspects de la séméiotique clinique et médicale.
En 1907, il a été initié à la franc-maçonnerie dans la loge «Valle del Chiento» à Camerino (Macerata) et il était un socialiste réformiste participant aux événements politiques de son temps, il a notamment contribué à la création du journal Il Grifo Rosso.
Il fut recteur de l'Université de Pérouse de 1914 à 1916 et médecin-chef au front aux batailles de l'Isonzo pendant la Première Guerre mondiale où il commanda le 245e hôpital de campagne pendant plusieurs mois.
Il retourna à l'enseignement et à la pratique médicale après-guerre. Il a fondé et dirigé jusqu'à sa retraite, la revue scientifique La Diagnosi .
En 1925, il a mis en évidence le «signe» de la péritonite qui a pris son nom et est encore connu aujourd'hui comme le signe de Silvestrini ; également à cette période, il a défini le syndrome de Silvestrini-Corda avec L. Corda.
Il signe le manifeste des intellectuels antifascistes promu par Benedetto Croce mais fait ensuite allégeance au roi Victor-Emmanuel III en 1925 et au fascisme en 1931.
Il a pris sa retraite de professeur en 1938. Il devient ensuite président de l'ONAOSI (Organisation nationale italienne d'assistance de santé aux orphelins) de 1945 à 1957.
Il mourut à Pérouse le 29 juillet 1959.

## Postérité
L'hôpital actuel de Pérouse lui était dédié, mais le nom fut changé.